# Seznam zdravstvenih ustanov v Ljubljani
Seznam zdravstvenih ustanov v Ljubljani.

## Javne
- Univerzitetni klinični center Ljubljana
- Zdravstveni dom Ljubljana

- Zdravstveni dom Ljubljana Bežigrad
- Zdravstveni dom Ljubljana Center
- Zdravstveni dom Ljubljana Moste-Polje
- Zdravstveni dom Ljubljana Šentvid
- Zdravstveni dom Ljubljana Šiška
- Zdravstveni dom Ljubljana Vič-Rudnik

- Onkološki inštitut Ljubljana
- Železniški zdravstveni dom
- Študentski zdravstveni dom
- Psihiatrična klinika Ljubljana

## Izobraževalne
- Medicinska fakulteta v Ljubljani
- Zdravstvena fakulteta v Ljubljani
- Srednja šola za farmacijo, kozmetiko in zdravstvo Ljubljana